# Art dels nous mitjans

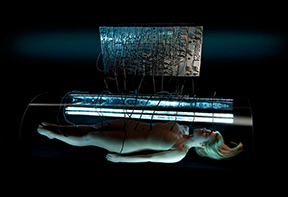
Biofeedback Art, Amy Karle 2011 (Durational Performance Art)

Els nous mitjans (en anglès new media art) és una forma d'art, que fa referència a les obres creades o que incorporen l'ús de les noves tecnologies. El terme media art ha estat àmpliament emprat i, a partir de l'ús de tecnologies multimèdia i telemàtiques en la producció artística, es va introduir l'accepció “new” media art, per tal de diferenciar-la de les tendències vinculades a l'electrònica. Avui dia es debat sobre la necessitat de seguir utilitzant el terme “nou”, ja que els mitjans ja estan àmpliament integrats i assimilats. Sovint s'utilitzen indistintament com a sinònims de l'art dels nous mitjans categoritzacions precedents com a art digital, art electrònic, art multimèdia i art interactiu.

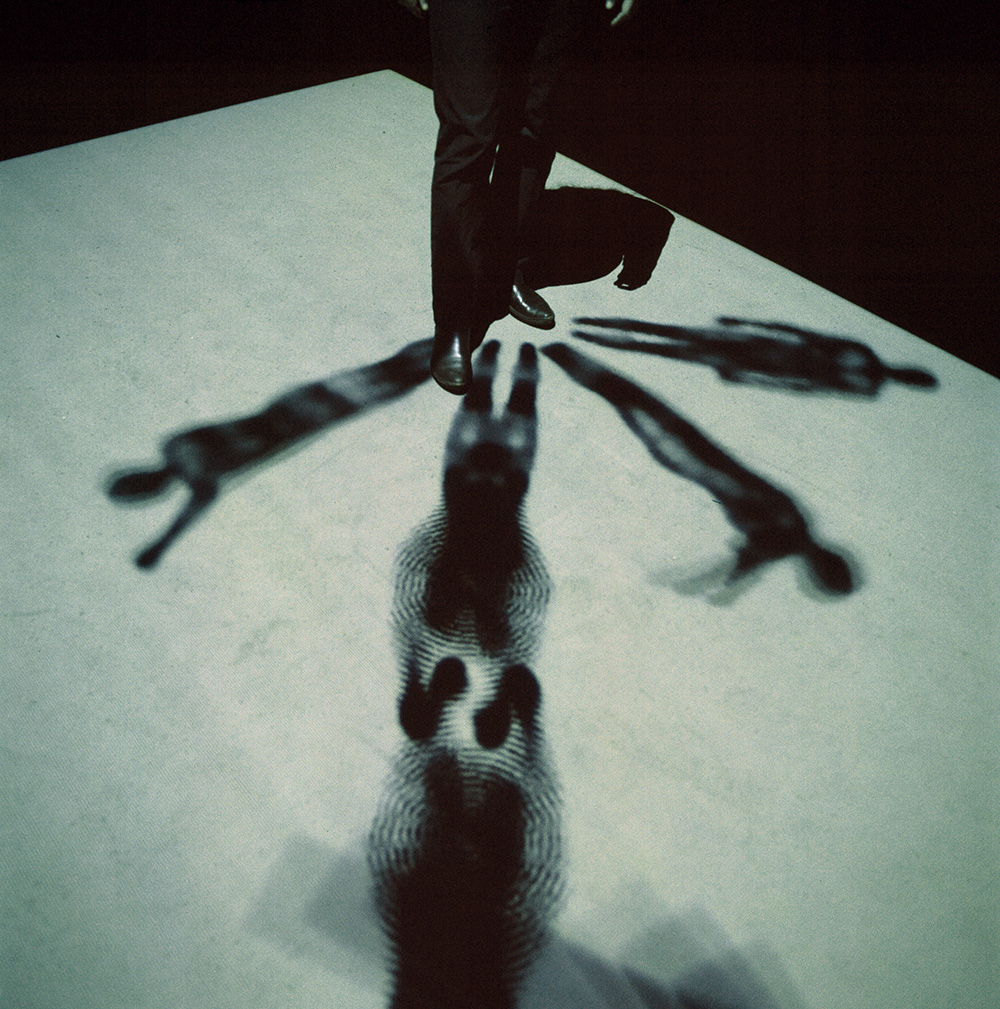
White Square, Hanna Haaslahti, 2002: instal·lació interactiva amb humans i ombres.

Amb "art dels nous mitjans" ens referim a obres que se serveixen de les tecnologies dels mitjans de comunicació emergents i exploren les possibilitats culturals, polítiques i estètiques d'aquests mateixos. Abarca un conjunt bastant ampli de manifestacions artístiques: videoart, art de transmissió, instal·lacions multimèdia, art interactiu, net.art, fotomuntatge digital, realitat virtual, media performances, cinema expandit, experimental, intel·ligència artificial i telepresència, entre d'altres. És a dir, aquelles que utilitzen el suport audiovisual electrònic o digital en el procés de producció o exhibició. Internet és un recurs clau per als artistes d'aquest corrent, així com el vídeo i els jocs d'ordinador, les càmeres de seguretat, la telefonia sense fil, els miniordinadors portàtils i els sistemes de navegació GPS. Els autors, en emprar aquestes tecnologies amb una intenció crítica o experimental, les redefineixen com a mitjans artístics. Les obres de media art requereixen una teoria estètica d'acord amb les noves pràctiques i formats característics, com els seus models basats en els processos, contextos, interaccions o simulacions. En aquest sentit, s'ha desenvolupat la teoria de l'estètica digital. Avui en dia l'art està en una transició de postproducció, on l'obra d'art i l'artista ja no es pregunten "què és quelcom nou i què es pot fer", sinó que es qüestionen "què es pot fer amb". A partir d'això, l'artista comença a navegar pels mars dels nous mitjans, permetent-se experimentar noves eines i maneres de mirar a l'hora d'elaborar una obra d'art.

## Antecedents artístics
Tot i que l'art dels nous mitjans és un concepte artístic nou, té les seves arrels conceptuals i estètiques en alguns dels moviments artístics del segle xx.

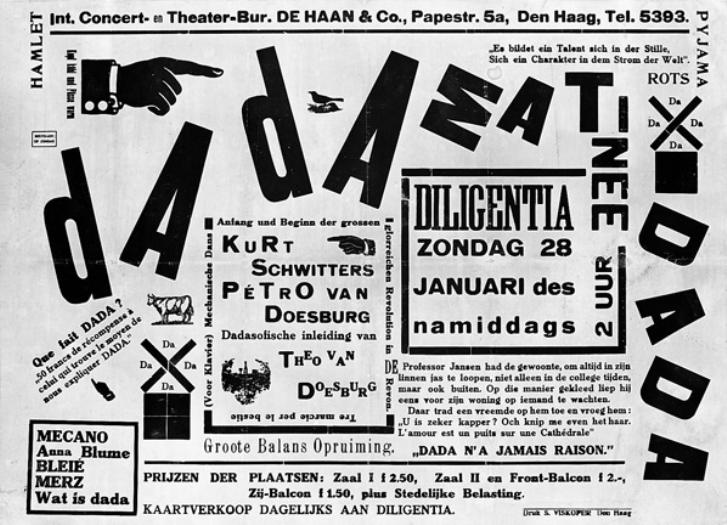
Theo van Doesburg Dadamatinée

### Dadaisme
Diverses característiques del dadaisme es reflecteixen en algunes manifestacions de l'art dels nous mitjans, com en els fotomuntatges, tècnica creada por ho cubisme, que, consistia a superposar elements fotogràfics per a crear una obra única, influenciada por ho cubisme. Al seu torn es van desenvolupar altres tècniques com el ready-made, que era similar al collage, però en aquest cas, un sol objecte intervenia una obra artística per a donar-li una significació completament diferent. Ho uso de la ironia i l'absurd el seu recursos presentes.

### Estridentisme
L'estridentisme fou un moviment artístic interdisciplinari que s'inicià el 1921 a Mèxic influït per la Revolució Mexicana i per la revolució tecnològica que donà amb l'arribada al país de la càmera fotogràfica, la màquina d'escriure, i la ràdio entre altres dispositius. El moviment estridentista va rebre influències també d'altres avantguardes com el futurisme, el cubisme i el dadaisme.

### Pop Art

Black and white pop art dinnerware disseny de Roy Lichtenstein en col·laboració amb Jackson China, 1960.

De la mateixa manera que en la pintura i l'escultura pop, moltes obres de nous mitjans fan referència a la cultura comercial, quan no estan directament immersos en ella. Mitjançant la reproducció d'imatges d'anuncis, còmics i revistes amb tècniques artístiques (oli sobre llenç, per exemple), el Pop Art procurava per sobre de tot, distanciar-se de la cultura popular en la qual estava inspirat. Per contra, els artistes de les noves tecnologies tendeixen a treballar amb els mateixos mitjans dels quals se serveixen en lloc de recondicionar-los en formats que vagin més acord amb les convencions del món artístic.

### Art Conceptual

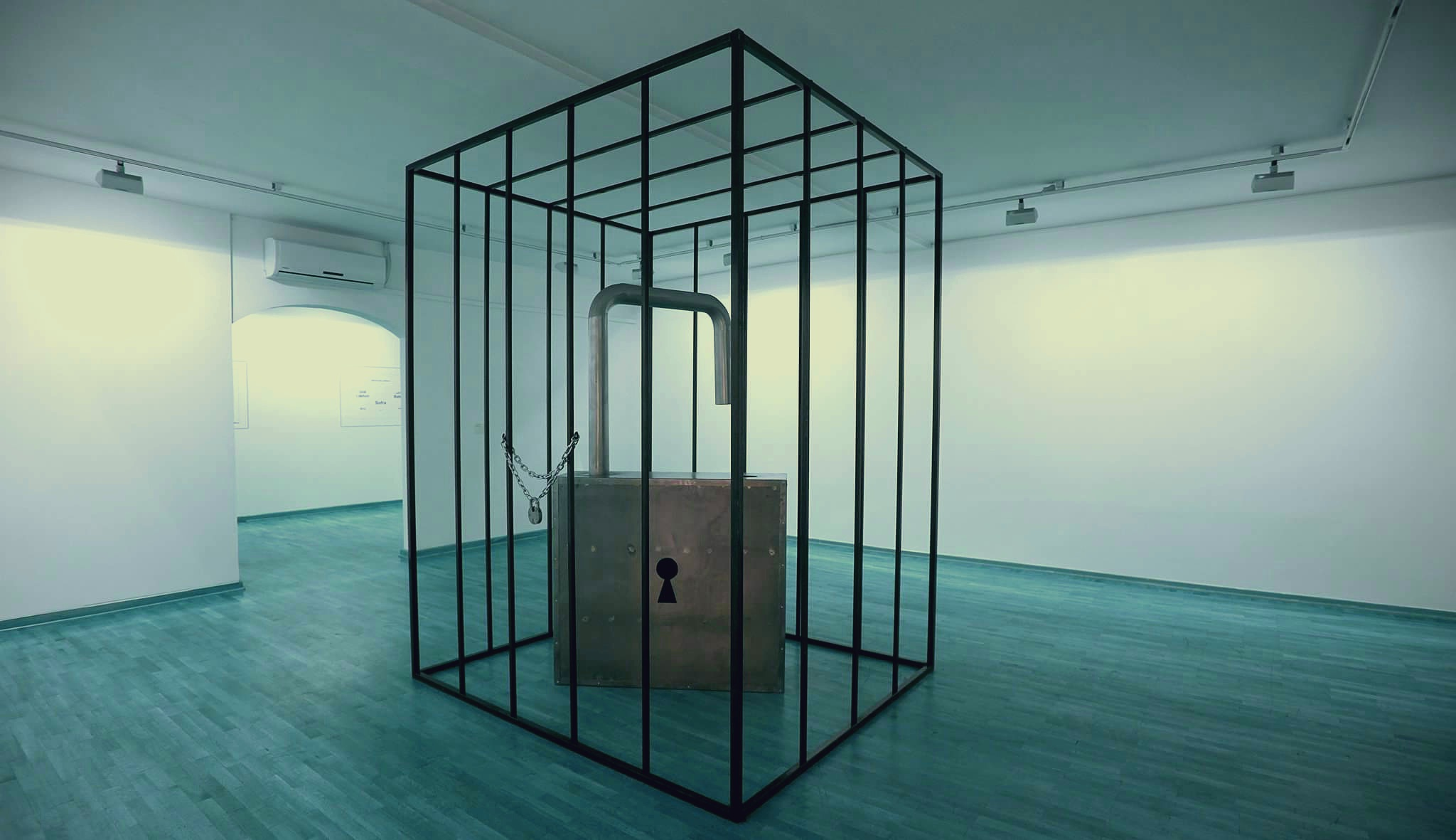
Let’s open up, Jetullah Sylejmani, "Artist of Tomorrow Award" – edició XII. National Gallery de Kosovo, 2014

Sovint, l'art dels nous mitjans també se centra més en les idees que en els objectes. L'art conceptual és un moviment artístic en el qual la conceptualització o la idea és més important que l'obra d'art com a objecte físic o material. Les idees prevalen sobre els seus aspectes formals o sensibles a mode que l'artístic és el concepte, afavorint la reducció al mental i prescindint de la realització material, indiferent a la tècnica, el material o la forma que s'utilitzi per a representar-lo.

## Moviment artístic
L'art dels nous mitjans va aparéixer en un clima de fragmentació artística extrema a finals del segle XX com el Happening, Fluxus, i el Videoart.
Wolf Vostell introduí en les seves obres el televisor a partir del 1958. En la dècada de 1970 coexistien diferents moviments (art conceptual, art feminista, land art, media art, art de la performance...). Als vuitanta, es produí un col·lapse del mercat artístic i van aparéixer múltiples micromoviments; ja als noranta, l'art contemporani va continuar florint, però la pràctica artística no cristal·litzava en moviments definits. L'aparició dels primers navegadors d'Internet catalitzà el naixement de l'art dels nous mitjans com a moviment. Els seus integrants varen veure en Internet una eina artística accessible amb la qual explorar la relació canviant entre tecnologia i cultura. També els avanços en el programari i maquinari dels ordinadors personals van contribuir al desenvolupament del corrent en oferir, per un preu assequible, les prestacions necessàries per a manipular imatges, crear maquetes tridimensionals, dissenyar pàgines web i editar vídeos i sons amb garanties.

## Característiques

### Col·laboració i participació
Els artistes dels nous mitjans acostumen a treballar en règim de cooperació. En primer lloc, això es deu al fet que molts projectes de nous mitjans necessiten una àmplia gamma d'aptituds tecnològiques i artístiques per poder dur-se a terme. En segon lloc, el motiu de la col·laboració és de caràcter més ideològic que pràctic. D'aquesta manera, els artistes multimèdia desafien el tòpic de l'artista com a geni solitari.
Pel que fa a la participació, a voltes, les manifestacions de l'art dels nous mitjans necessiten al públic per interactuar amb l'obra o participar en la seva producció.

### L'art de l'apropiació
En aquest corrent artístic l'apropiació és quelcom molt habitual. Internet i les xarxes d'intercanvi d'arxius permeten als artistes accedir fàcilment a imatges, sons, textos i altres recursos. Els artistes trenquen amb la idea que crear alguna cosa del no-res és millor que manllevar alguna cosa i modificar-la. Alguns dels artistes opten pel codi obert, és a dir, tendeixen a fer seu material alié, col·laboren amb altres artistes i la seva obra està a la disposició d'altres. Sovint, els artistes dels nous mitjans es mostren fascinats pel passat i reinterpreten tecnologies digitals ja obsoletes.

## Categories precedents

### Art digital

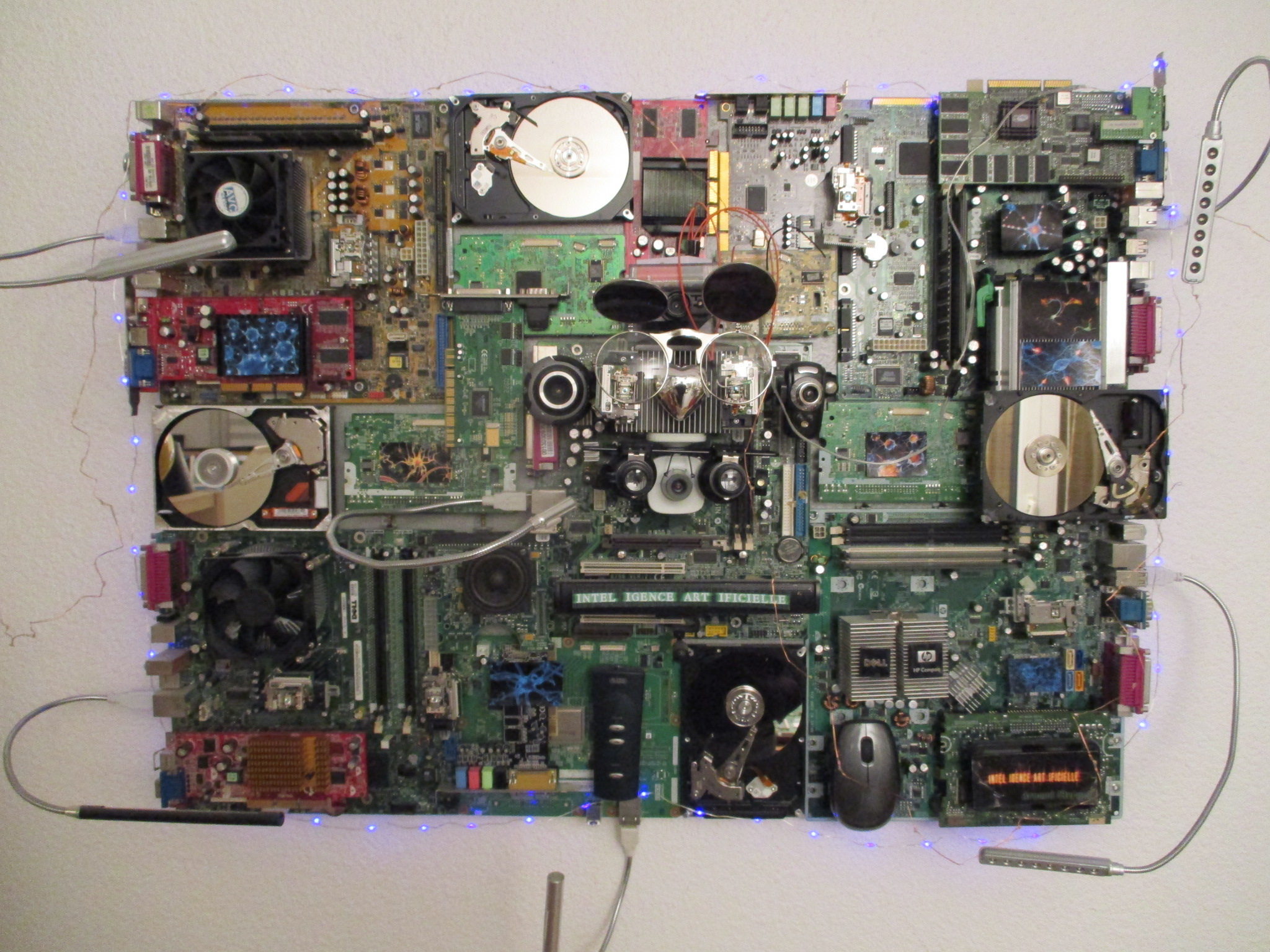
Electronic Art's Intel-ligence-Art-ificielle, Arnaud 25: representació al·legòrica artística de la Intel·ligència artificial.

L'art digital és una disciplina creativa de les arts plàstiques, una nova preferència sorgida entorn de l'aplicació de programes vectorials i gratificadores, que comprèn obres en les quals s'utilitzen elements digitals que són imprescindibles en el procés de producció o en la seva exhibició, és a dir, treballs que s'elaboren a partir d'una tecnologia informàtica. Aquestes obres són manifestades mitjançant suports digitals o si més no tecnològicament avançats. Aquesta tendència enganya a l'espectador, ja que el que ell veu no és ni una representació naturalista ni tampoc és el que s'està representant.

### Art electrònic
L'art electrònic es va convertir en una nova manera d'expressar les nostres visions, emocions, esperances, pors, interrogants i preocupacions, en una societat que progressa cap a la tecnolitizació dels cossos (del biològic) i la transformació de la vida, en la qual ens movem entre espais reals i virtuals, i entre espais físics i mentals.
Tecnologies i disciplines científiques configuren sovint les diferents formes de l'Art Electrònic. Per exemple, es parla de VR ART, o sigui d'Art de RV, o directament de Vida Artificial, que és la denominació d'aquesta disciplina, o d'Art de Vida Artificial, igual que de Net-Art (L'Art de la xarxa).

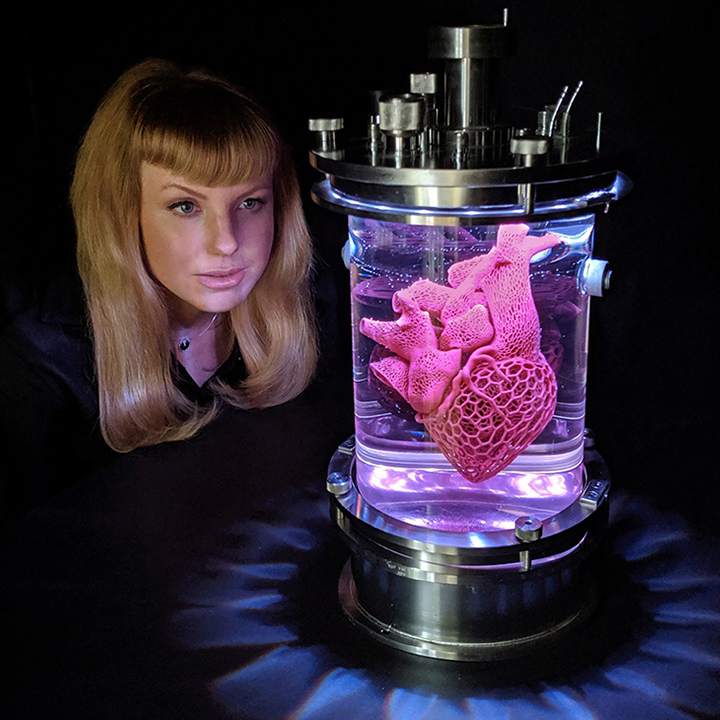
The Heart of Evolution?, Amy Karle, 2019

### Art multimèdia
Es refereix a la tècnica consistent en combinar diversos mitjans en una sola composició. També és conegut com a "tècnica mixta". Els artistes solen crear nous mètodes personals, utilitzant combinacions de materials artístics de diferents maneres. Així, les noves tècniques formen part del seu singular estil artístic. Aquest tipus d'art implica molts mitjans simultanis, sons, textures, i sobretot imatges, manipulades i combinades en un sol suport computacional.

### Art interactiu
És una forma d'art on l'espectador participa per tal d'aconseguir el propòsit de l'obra, que es pot assolir deixant que l'observador "es passegi" i interactuï amb la instal·lació artística. D'altres poden demanar a l'espectador o a l'artista realitzar part de les seves obres d'art. Les obres en aquesta categoria sovint disposen de computadores, sensors i interfícies, per respondre als canvis meteorològics, calor, moviment o altres tipus d'entrades programades pel fabricant per respondre a ells.

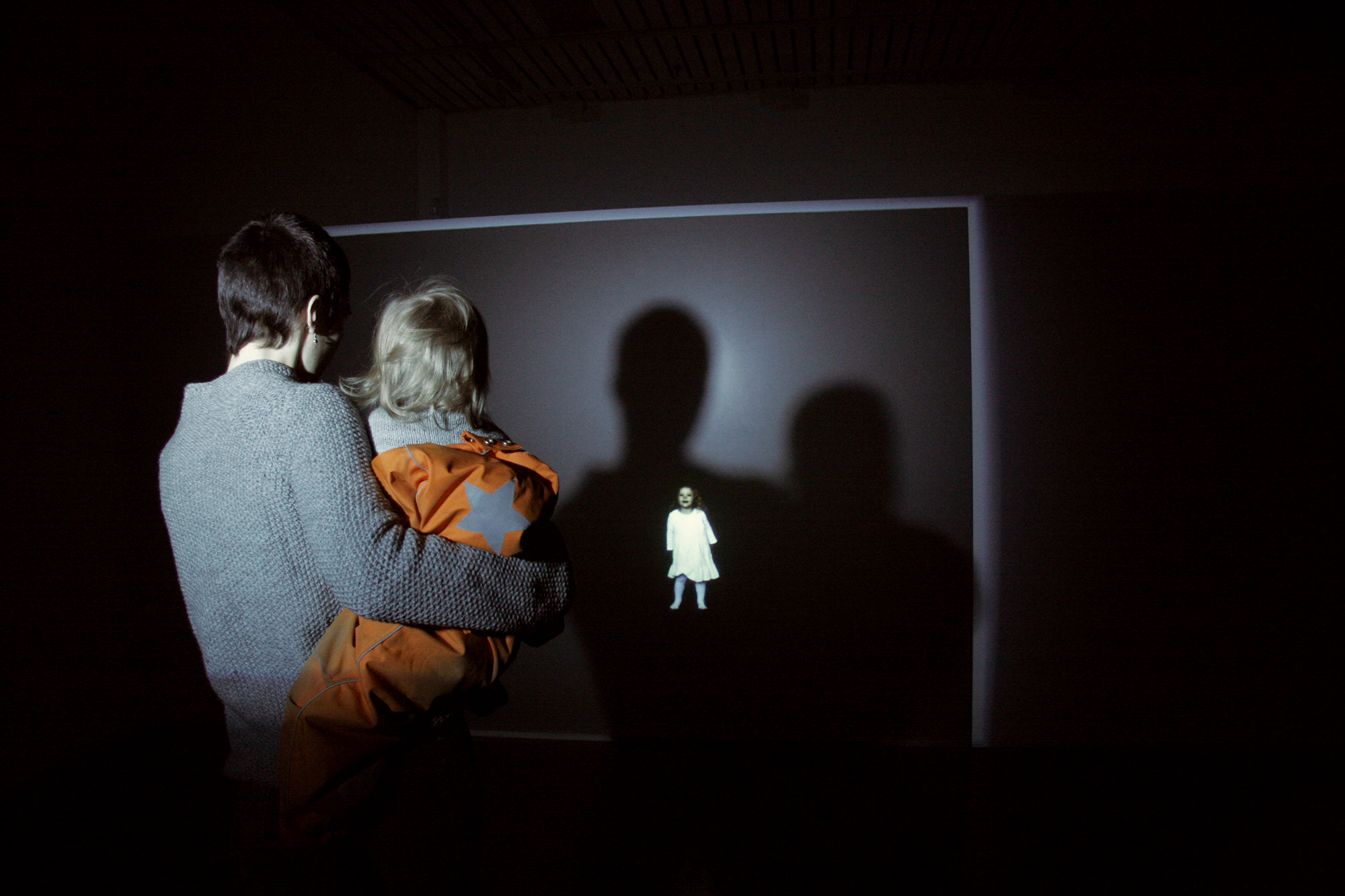
Space of Two Categories, Hanna Haaslahti, 2006.

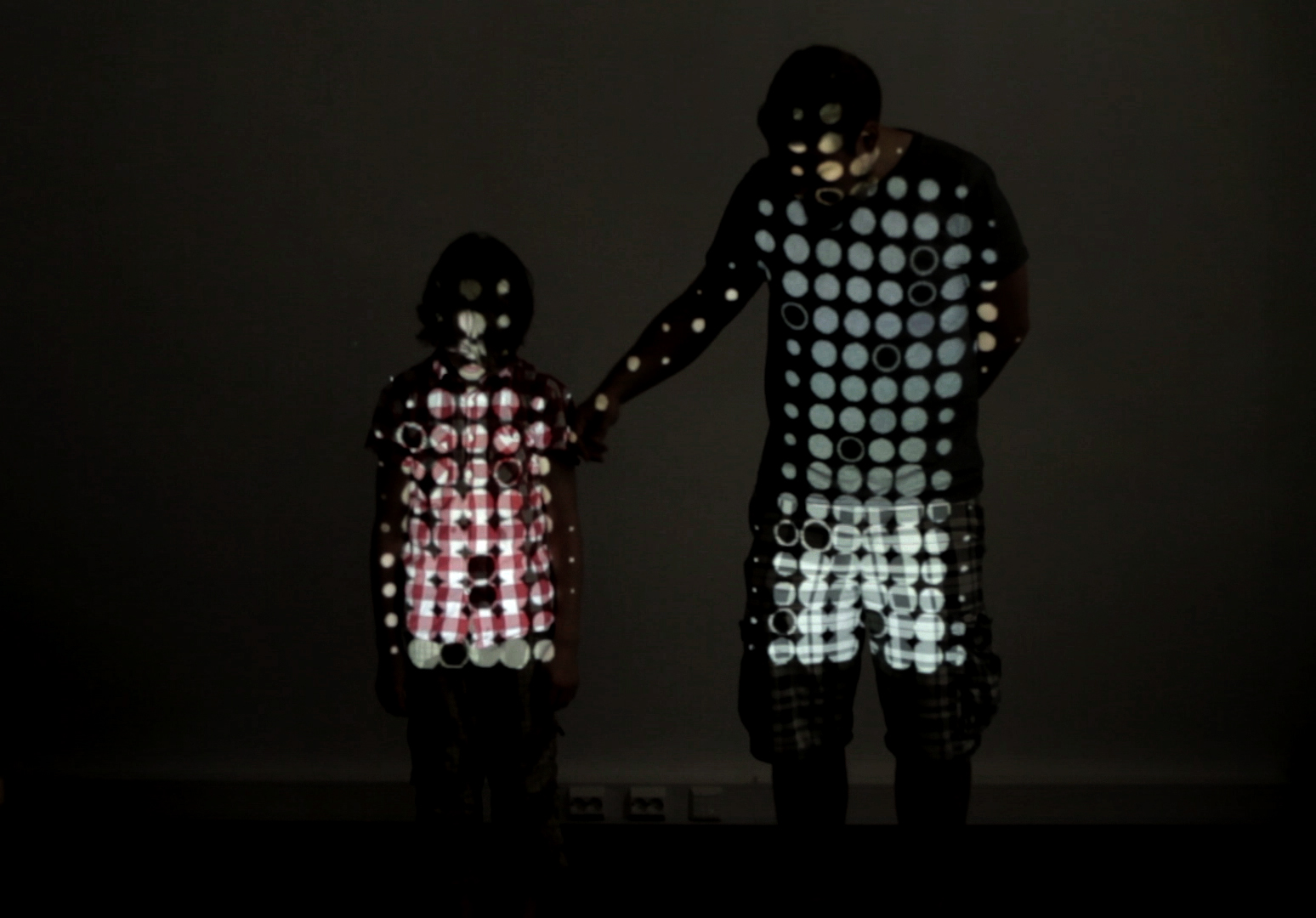
Habitus, Hanna Haaslahti, 2014

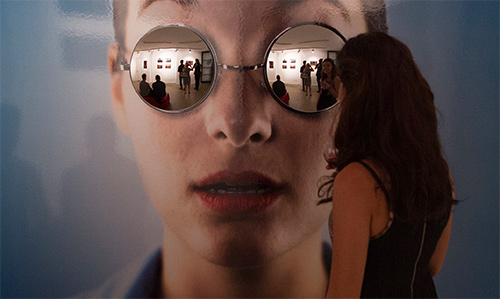
Panopticon Dreams, Thomas Marcusson: art interactiu

## Manifestacions
Els artistes dels nous mitjans utilitzen diversos canals per manifestar-se; a continuació se'n citen alguns.

### Art i Internet
El desenvolupament de les tecnologies telemàtiques va atreure no només al món universitari i empresarial, sinó també al de l'art. A partir de la dècada de 1980, els artistes van començar a experimentar amb la creació en xarxa i amb el desenvolupament d'un llenguatge específic del mitjà. Es van formar grups entorn de comunitats artístiques virtuals i, entre 1993 i 1994, van ser creades les primeres obres de net art o web art.
En l'art dels nous mitjans s'utilitza internet per produir entorns en xarxa que imitin de manera convincent l'estètica i retòrica de les grans multinacionals. Els artistes reinterpreten logotips, noms registrats i eslògans.
El col·lectiu artístic ®™ark ha desenvolupat pàgines web i organitzat farses i activitats en les quals a través de l'emulació es critica la cultura empresarial imperant.

## Hacktivisme
Alguns dels artistes es consideren hackers, o bé usen les seves tècniques com a concepte o contingut de la seva obra. El codi de comportament en la comunitat de hackers defensa que cal compartir informació pel bé de tots, i ells, compromesos amb el progrés, han de crear programari de codi obert per permetre l'accés a la informació i als recursos informàtics. Per exemple, Cory Arcangel, Knowbotic Research i Critical Art Ensemble, en el seu projecte Child as Audience (2001) inclou un CD-ROM amb instruccions per accedir al codi dels videojocs de la Game Boy i modificar-lo. Molts artistes-hackers desenvolupen el que es coneix com a "hacktivisme", una mescla de hacking i activitat política. Un exemple és el treball de Cornelia Sollfrank, que va col·laborar amb diversos hackers en el seu projecte d'art feminista Female Extension per crear un programa informàtic que generava obres de net art mitjançant el mostreig i la mescla de pàgines web ja existents. Les obres, un total de dues-centes, van ser presentades a un concurs internacional de net art sota diferents àlies femenins amb la intenció que la majoria de participants fossin dones. L'equivocat jurat va reconèixer tres guanyadors, tots ells homes, i fou aleshores que Sollfrank revelà la seva intenció.

### Intervencions a la xarxa i en espais públics reals
Per a molts artistes del new media art, Internet no és només un mitjà, sinó també un fòrum de lliure accés en el qual intervenir artísticament. Part de l'atractiu d'aquest espai és que s'allunya dels conceptes museu-galeria i ofereix a l'artista l'accés a un públic més ampli i no tan versat en qüestions artístiques. El 2000, Michael Daines, va intentar vendre el seu cos a eBay anunciant-ho dins de la categoria d'escultures; en considerar el mateix cos com a objecte escultòric, el projecte evoca a l'obra d'Eleanor Antin, Chris Burden, Gilbert&George, i altres artistes de performance que s'han valgut dels seus cossos com a mitjà per a la seva obra. Altres artistes dels nous mitjans intervenen en espais públics reals. En Pedestrian, per exemple, Paul Kaiser i Shelley Eshkar projecten animacions generades per ordinador sobre voreres i places urbanes.

### Compupresència
Des de mitjan segle xx, la literatura, el cinema i l'art han concedit una atenció cada vegada major a la vigilància i el control. La vigilància institucional i la vulneració de la privadesa han estat un tema recurrent en l'obra dels artistes de les noves tecnologies. Demonstrate (2004), de Ken Goldberg, per exemple, empra una càmera de vídeo robotitzada i una pàgina interactiva a Internet per permetre al públic observar l'activitat a la Universitat de Califòrnia, i més concretament a Berkeley, on als anys seixanta es va iniciar el moviment per la llibertat d'expressió. La vigilància ha deixat de ser una simple tecnologia de control militar i policial per convertir-se en una forma d'entreteniment.

### Iniciatives Independents
Existeix un gran nombre d'artistes que treballen per lliure i mantenen una presència internacional i un públic global sense haver de recórrer a l'ajuda de galeries, museus o altres institucions. Molts d'ells desconfien del món artístic, de la comercialització de l'art i de l'economia de mercat en general. En lloc de comprar i vendre, aquesta comunitat artística prefereix intercanviar gratuïtament les peces a través de pàgines web, llistes de correu electrònic, espais alternatius i altres fòrums. Aquesta característica és similar a la manera en què es distribueix el programari de codi obert.

## Col·lecció i preservació
Malgrat l'actitud anti comercial de molts artistes dels nous mitjans i els obstacles tecnològics als quals s'enfronten per exhibir la seva obra en galeries, alguns marxants han sabut donar cabuda a importants programes d'art de nous mitjans. D'entre ells en destaquen la galeria Bitforms a Nova York i Seül, la galeria Postmasters, la Sandra Gering Gallery, i el GEMEGUI a Berlín. Entre les estratègies per a la conservació d'obres creades amb noves tecnologies es troba la documentació, els programes d'emulació i la recreació.

## Artistes representatius
Els següents artistes són representatius de l'art dels nous mitjans:
- Janet Cardiff
- Thomas Charvériat
- Brody Condon
- Luc Courchesne
- Ronald Davis
- Heiko Daxl
- Agrícola de Cologne
- DJ Lotu5 (aka Micha Cárdenas)
- David Em
- Furtherfield
- Ken Feingold
- Monika Fleischmann / Wolfgang Strauss
- Ingeborg Fülepp
- Peter Benjamin Graham
- Phil Hansen
- Lynn Hershman
- Rama Hoetzlein
- Perry Hoberman
- G.H. Hovagimyan
- Junichi Kakizaki
- David Karave
- Alejandro Meisel
- Paul Michael Glaser
- KMA
- Knowbotic Research
- Roy LaGrone
- Golan Levin
- Liu Dao
- Rafael Lozano-Hemmer
- Machfeld
- Christian Moeller
- Manfred Mohr
- Francesco Monico
- Michael Naimark
- Joseph Nechvatal
- Graham Nicholls
- Randall Packer
- Zaven Vaig parar
- Melinda Rackham
- Ken Rinaldo
- Do Ritter
- David Rokeby
- Jason Salavon
- Sonia Landy Sheridan
- Scott Snibbe
- Camille Utterback
- Gillian Wearing
- Oleg Buryan
- Daller Hellsing